# Carisma
Carisma (do grego kharisma favor, dom divino) é um termo amplamente utilizado para definir a influência e admiração por alguma pessoa, notadamente marcada pela tentativa de criar simpatia para agradar a maioria. Na área de Comunicação,  o carismático é predominantemente voltado para a aprovação do público ou mesmo de apenas um interlocutor e  utiliza palavras e gestos natos e ensaiados que a maioria supostamente deseja ouvir e ver, mesmo que não tenha caráter prático. Os pregadores religiosos e oradores políticos possuem carisma nato ou adquirido. O carisma está ligado a forma da pessoa ser em público e não espelha caráter e valores (é inquestionável o carisma do ditador alemão Adolf Hitler, do ativista indiano Mahatma Gandhi, do presidente americano John F. Kennedy, entre outras figuras notáveis da política, cultura e religião).
Na Psicologia analítica junguiana, o carisma é considerado como uma qualidade das chamadas personalidades maná.
O carismático não deve ser confundido com o pragmático, que se importa menos com a opinião alheia sobre si e mais com a realização, a concretização do processo para o atingimento de um ou mais objetivos.  O pragmatismo se aproxima do sentido popular, segundo o qual um sujeito "pragmático" é aquele que tem o hábito mental de reduzir o sentido dos fenômenos à avaliação de seus aspectos práticos, úteis e necessários, limitando a especulação aos efeitos práticos da concretização eficaz do que é necessário. O físico Albert Einstein, o fundador da Microsoft, Bill Gates, o fundador do Virgin Group, Richard Branson e Steve Jobs, criador da Apple, são exemplos de pessoas pragmáticas e não carismáticas.
No contexto religioso, Carisma ou Carismas são graças do Espírito Santo que, dadas para uma pessoa ou grupo de pessoas, com finalidade da edificação da Igreja, do bem dos homens e às necessidades do mundo. 
Os carismas são citados em vários versículos bíblicos, mas o seu momento mais significativo foi durante o Pentecostes, em que os apóstolos de Jesus e a Virgem Maria receberam diferentes dons sob a forma de "linguas de fogo". A partir desta experiência mística puderam testemunhar Jesus Cristo ressuscitado, ficando motivados para divulgar a mensagem do evangelho pelo mundo.